# Protaetia ventralis
Protaetia ventralis är en skalbaggsart som beskrevs av Leon Fairmaire 1893. Protaetia ventralis ingår i släktet Protaetia och familjen Cetoniidae. Inga underarter finns listade i Catalogue of Life.